# Lago de Zött
O Lago Zött é um lago de barragem localizado no norte do Cantão de Ticino, Suíça.
Este lago encontra-se a 1.940  m acima do nível do mar e tem uma capacidade total de 1,65 milhões de metros cúbicos. A barragem que deu origem a este lago tem uma altura de 36 m e foi construída em 1967 pelo corporação Maggia AG.
Nos arredores deste lago estão dois lagos: o Lago de Cavagnöö e o Lago de Robièi.